# Schichtkorrosion

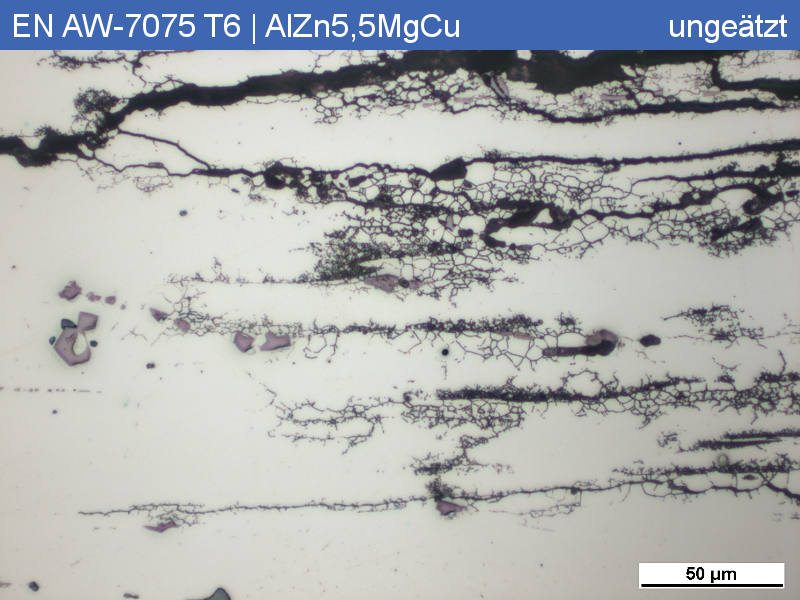
Schichtkorrosion ist eine schichtartig verlaufende selektive Korrosion, die hier interkristallin und in sensiblen Bereichen vorzugsweise in Ebenen parallel zur Walzebene verläuft. Das flächenhafte Aufblättern entsteht durch die sich bildenden voluminösen Korrosionsprodukte.

Als Schichtkorrosion wird der elektrolytische Metallabtrag in neutralen oder sauren Medien an einzelnen Oberflächenstellen bezeichnet, welcher Löcher mit einer Tiefe, die in der Regel größer als der Lochdurchmesser ist (Lochfraßkorrosion), erzeugt.
Im Gegensatz dazu bewirken alkalische Medien eine flachere Art des Angriffs, welche auch als Muldenkorrosion bezeichnet wird.
Bei einer Lochfraßkorrosion von Reinst- und Reinaluminium, bei kupfer- und zinkfreiem Guss sowie Knetlegierungen liegt ein annähernd gleiches Grenzpotential vor.